# Gradient (Mathematik)

Zwei Skalarfelder, dargestellt als Grauschattierung (dunklere Färbung entspricht größerem Funktionswert). Die blauen Pfeile darauf symbolisieren den zugehörigen Gradienten.

Der Gradient als Operator der Mathematik verallgemeinert die bekannten Gradienten (meist aus der Physik), die den Verlauf von physikalischen Größen beschreiben. Als Differentialoperator kann er beispielsweise auf ein Skalarfeld angewandt werden und wird in diesem Fall ein Vektorfeld liefern, das Gradientenfeld genannt wird. Der Gradient ist eine Verallgemeinerung der Ableitung in der mehrdimensionalen Analysis. Zur besseren Abgrenzung zwischen Operator und Resultat seiner Anwendung bezeichnet man solche Gradienten skalarer Feldgrößen in manchen Quellen auch als Gradientvektoren.
In kartesischen Koordinaten sind die Komponenten des Gradientvektors die partiellen Ableitungen im Punkt {\displaystyle P}, der Gradient zeigt deshalb in die Richtung des größten Wertanstiegs. Der Betrag des Gradienten gibt den Wert der größten Änderungsrate an diesem Punkt an.
Beispielsweise kann man die Reliefkarte einer Landschaft so auffassen, dass sie jedem Ort {\displaystyle (x,y)} die Höhe {\displaystyle h} an dieser Stelle zuordnet. Dann ist der Gradient an der Stelle {\displaystyle (x,y)} genau der Vektor („Pfeil“), der in die Richtung des größten Höhenanstiegs bei {\displaystyle (x,y)} zeigt. Der Betrag („Länge“) dieses Vektors gibt an, wie stark die (größte) Steigung an diesem Punkt ist.
Zu jeder Stelle {\displaystyle (x,y)} gibt es genau einen Gradienten. Zeichnet man zu allen Stellen {\displaystyle (x,y)} der Reliefkarte den jeweils zugehörigen Gradientenvektor ein, dann erhält man das gesamte Vektorfeld.
Der Gradient wird zusammen mit anderen Differentialoperatoren wie Divergenz und Rotation in der Vektor- und Tensoranalysis, Teilgebieten der mehrdimensionalen Analysis, untersucht. Sie werden mit dem gleichen Vektoroperator gebildet, und zwar mit dem Nabla-Operator {\displaystyle \nabla } (bisweilen auch {\displaystyle {\vec {\nabla }}} oder {\displaystyle {\underline {\nabla }}}, um anzudeuten, dass der Nabla-Operator hilfsweise als Vektor verstanden werden kann).

## Definition
Auf {\displaystyle \mathbb {R} ^{n}} sei das Skalarprodukt {\displaystyle \langle {\cdot },{\cdot }\rangle } gegeben. Der Gradient {\displaystyle \operatorname {grad} } der total differenzierbaren Funktion {\displaystyle f\colon \mathbb {R} ^{n}\to \mathbb {R} } im Punkt {\displaystyle {\vec {a}}\in \mathbb {R} ^{n}} ist der durch die Forderung
{\displaystyle \mathrm {d} f({\vec {a}}){\vec {h}}=\langle \operatorname {grad} f({\vec {a}}),{\vec {h}}\rangle \quad ({\vec {h}}\in \mathbb {R} ^{n})}
eindeutig bestimmte Vektor {\displaystyle \operatorname {grad} f({\vec {a}}).} Der Operator {\displaystyle \mathrm {d} } ist das totale Differential bzw. die Cartan-Ableitung.
Der Gradient hat für differenzierbare Funktionen {\displaystyle f} die definierende Eigenschaft
{\displaystyle f({\vec {y}})-f({\vec {a}})=\mathrm {grad} f({\vec {a}})[{\vec {y}}-{\vec {a}}]+{\mathcal {O}}(|{\vec {y}}-{\vec {a}}|)} für {\displaystyle {\vec {y}}\to {\vec {a}}\;.}
Das Landau-Symbol {\displaystyle {\mathcal {O}}(x)} steht für Terme, die langsamer als {\displaystyle x} wachsen, und {\displaystyle \ldots [{\vec {h}}]} stellt eine lineare Funktion von {\displaystyle {\vec {h}}} dar. Wenn der Gradient existiert, ist er eindeutig und kann aus
{\displaystyle \mathrm {grad} f({\vec {a}})[{\vec {h}}]=\left.{\frac {\mathrm {d} }{\mathrm {d} s}}f({\vec {a}}+s{\vec {h}})\right|_{s=0}=\lim _{s\to 0}{\frac {f({\vec {a}}+s{\vec {h}})-f({\vec {a}})}{s}}=({\vec {h}}\cdot \nabla )f}
berechnet werden, wo {\displaystyle \nabla } der Nabla-Operator ist. So werden auch Gradienten für Skalar-, Vektor- und Tensorfelder zweiter Stufe oder allgemein Tensorfelder n-ter Stufe definiert.
Für ein Skalarfeld folgt hieraus {\displaystyle \mathrm {grad} f=\nabla f}; oft schreibt man daher {\displaystyle \nabla f} (gesprochen „Nabla {\displaystyle f}“) statt {\displaystyle \operatorname {grad} {f}}.

## Koordinatendarstellung
Der Gradient hat in unterschiedlichen Koordinatensystemen auch unterschiedliche Darstellungen.

### Kartesische Koordinaten
Im {\displaystyle \mathbb {R} ^{n}} mit dem euklidischen Standardskalarprodukt ist {\displaystyle \operatorname {grad} f(a)} der Spaltenvektor
{\displaystyle \operatorname {grad} (f)={\frac {\partial f}{\partial x_{1}}}{\hat {e}}_{1}+\cdots +{\frac {\partial f}{\partial x_{n}}}{\hat {e}}_{n}={\begin{pmatrix}{\frac {\partial f}{\partial x_{1}}}\\\vdots \\{\frac {\partial f}{\partial x_{n}}}\end{pmatrix}}.}
Die Einträge {\displaystyle {\tfrac {\partial f}{\partial x_{i}}}} sind die partiellen Ableitungen von {\displaystyle f} in {\displaystyle x_{i}}-Richtung.

#### Rechenbeispiel
Gegeben sei ein Skalarfeld durch {\displaystyle f(x,y)=2x^{2}-y^{2}} in der xy-Ebene. Es hat die partiellen Ableitungen {\displaystyle {\tfrac {\partial f}{\partial x}}=4x} und {\displaystyle {\tfrac {\partial f}{\partial y}}=-2y} und es folgt {\displaystyle \operatorname {grad} (f)=\nabla f={\tfrac {\partial f}{\partial x}}{\hat {e}}_{x}+{\tfrac {\partial f}{\partial y}}{\hat {e}}_{y}=4x{\hat {e}}_{x}-2y{\hat {e}}_{y}} oder in Vektordarstellung {\displaystyle \textstyle \operatorname {grad} (f)=\nabla f={\begin{pmatrix}4x\\-2y\end{pmatrix}}.}
Für den Punkt {\displaystyle P(2|1)} lautet beispielsweise der Gradientvektor {\displaystyle {\begin{pmatrix}8\\-2\end{pmatrix}}}. Der Betrag ist {\displaystyle \left|{\begin{pmatrix}8\\-2\\\end{pmatrix}}\right|={\sqrt {8^{2}+(-2)^{2}}}\approx 8{,}25}.

### Zylinder- und Kugelkoordinaten
- Darstellung in dreidimensionalen Zylinderkoordinaten: {\displaystyle V=V\left(\rho ;\varphi ;z\right)}

{\displaystyle \operatorname {grad} V={\frac {\partial V}{\partial \rho }}{\hat {e}}_{\rho }+{\frac {1}{\rho }}{\frac {\partial V}{\partial \varphi }}{\hat {e}}_{\varphi }+{\frac {\partial V}{\partial z}}{\hat {e}}_{z}}
- Darstellung in dreidimensionalen Kugelkoordinaten: {\displaystyle V=V\left(r;\vartheta ;\varphi \right)}

{\displaystyle \operatorname {grad} V={\frac {\partial V}{\partial r}}{\hat {e}}_{r}+{\frac {1}{r}}{\frac {\partial V}{\partial \vartheta }}{\hat {e}}_{\vartheta }+{\frac {1}{r\sin \vartheta }}{\frac {\partial V}{\partial \varphi }}{\hat {e}}_{\varphi }}
Dies sind Spezialfälle des Gradienten auf riemannschen Mannigfaltigkeiten. Für diese Verallgemeinerung siehe: Äußere Ableitung.

### Orthogonale Koordinaten
In allgemeinen orthogonalen Koordinaten hat der Gradient die Darstellung
{\displaystyle \operatorname {grad} f=\sum _{a}{{\frac {1}{h_{a}}}{\frac {\partial f}{\partial {q_{a}}}}\,{\hat {e}}_{q_{a}}}\,,}
wobei die {\displaystyle h_{a}} den Betrag und {\displaystyle {\hat {e}}_{q_{a}}} die Richtung des Vektors {\displaystyle {\tfrac {\partial {\vec {r}}}{\partial {q_{a}}}}} angeben.

### Allgemein krummlinige Koordinaten
In allgemein krummlinigen Koordinaten hat der Gradient die Darstellung
{\displaystyle \operatorname {grad} f=\sum _{a}{\frac {\partial f}{\partial q_{a}}}\,{\vec {G}}^{a}\,,}
worin {\displaystyle {\vec {G}}^{a}} der Gradient der Koordinate {\displaystyle q_{a}} ist.

## Geometrische Interpretation
Eine anschauliche Bedeutung hat der Gradient im schon eingangs erwähnten Fall von (zweidimensionalen) Landkarten, in denen Höhenangaben eingetragen sind. Die Höhenfunktion ist dann ein Skalarfeld, das jedem Punkt auf der Landkarte (gekennzeichnet durch eine x- und eine y-Koordinate) eine Höhe zuordnet. Der Gradient dieses Skalarfelds in einem Punkt ist ein Vektor, der in Richtung des steilsten Anstiegs der Höhenfunktion weist, und der Betrag des Gradienten entspricht der Stärke dieses Anstiegs. Der Gradient steht dabei in jedem Punkt senkrecht auf der Höhenlinie (Niveaumenge) der Höhenfunktion durch diesen Punkt. In einem lokalen Minimum oder Maximum (Extremum) oder an einem Sattelpunkt ist der Gradient gerade der Nullvektor, vorausgesetzt, dass dieser Extrempunkt im Inneren des betrachteten Gebietes liegt.
Mit Hilfe des Gradienten lässt sich auch der Anstieg in jeder beliebigen Richtung ermitteln. Diese sogenannte Richtungsableitung ist – im Unterschied zum Gradienten – ein Skalar. Läuft man im Gebiet in (infinitesimal) kleinen Trippelschritten von einem Punkt a zum Punkt b und summiert das Produkt aus Schrittlänge und Richtungsableitung in Richtung des Schritts, erhält man im Zielpunkt b als Ergebnis die Höhendifferenz zum Startpunkt a. Diese Höhendifferenz ist offensichtlich wegunabhängig. Fallen insbesondere Start- und Endpunkt zusammen, so hat man am Ende seine Höhe nicht verändert, egal welchen Weg man durch das Gebiet eingeschlagen hat.

## Eigenschaften

### Darstellung als Volumenableitung
Mit Hilfe des Integralsatzes von Gauß kann der Gradient, ähnlich wie die Divergenz (Quellendichte) und die Rotation (Wirbeldichte) als Volumenableitung dargestellt werden. Diese Darstellung hat den Vorteil, dass sie koordinatenunabhängig ist. Aus diesem Grund wird der Gradient im Bereich der Ingenieurwissenschaften oftmals direkt so definiert.
Ist {\displaystyle {\mathcal {V}}} ein Raumgebiet mit stückweise glattem Rand {\displaystyle \partial {\mathcal {V}}} und dem Volumen {\displaystyle V,} dann kann der Gradient des Skalarfelds {\displaystyle f\colon {\mathcal {V}}\to \mathbb {R} } im Punkt {\displaystyle P\in {\mathcal {V}}} mittels der Volumenableitung durch
{\displaystyle \operatorname {grad} f=\lim _{V\rightarrow 0}{\frac {\oint _{\partial {\mathcal {V}}}f\,\mathrm {d} {\vec {A}}}{V}}}
berechnet werden. Dabei bezeichnet {\displaystyle \mathrm {d} {\vec {A}}={\tfrac {\vec {n}}{\mid {\vec {n}}\mid }}\mathrm {d} A} das äußere vektorielle Flächenelement von {\displaystyle \partial {\mathcal {V}},} wobei {\displaystyle {\vec {n}}} der nach außen zeigende Normalenvektor und {\displaystyle \mathrm {d} A} das skalare Flächenelement ist.
Zur Grenzwertbildung wird das Raumgebiet {\displaystyle {\mathcal {V}}} auf den Punkt {\displaystyle P} zusammengezogen, sodass sein Inhalt {\displaystyle V} im Volumenintegral unten gegen null geht. Ersetzt man {\displaystyle f} durch einen Druck, erscheint der Gradient als Kraftdichte. Die Koordinatendarstellungen ergeben sich aus der Volumenableitung, wenn man das jeweilige Volumenelement, beispielsweise Kugel oder Zylinder, als Raumgebiet {\displaystyle {\mathcal {V}}} wählt.

### Rechenregeln
Für alle Konstanten {\displaystyle c\in \mathbb {R} } und Skalarfelder {\displaystyle u,\,v\colon \mathbb {R} ^{n}\to \mathbb {R} } gilt:
{\displaystyle \operatorname {grad} c={\vec {0}}}
Linearität
{\displaystyle \operatorname {grad} (c\cdot u)=c\cdot \operatorname {grad} u}
{\displaystyle \operatorname {grad} (u+v)=\operatorname {grad} u+\operatorname {grad} v}
Produktregel
{\displaystyle \operatorname {grad} (u\,v)=u\operatorname {grad} v+v\operatorname {grad} u}
Kettenregel
{\displaystyle \operatorname {grad} {\big (}u(v){\big )}={\frac {\mathrm {d} u}{\mathrm {d} v}}\ \operatorname {grad} v}
{\displaystyle \operatorname {grad} (u^{n})=nu^{n-1}\ \operatorname {grad} u,\quad n\in \mathbb {R} ,\neq 0}
Siehe auch #Nützliche Formeln.
Integralsätze
{\displaystyle \int _{\vec {a}}^{\vec {b}}\mathrm {grad} {\big (}u({\vec {r}}){\big )}\cdot \mathrm {d} {\vec {r}}=u({\vec {b}})-u({\vec {a}})}
Dabei ist „·“ das Skalarprodukt und der Weg von {\displaystyle {\vec {a}}} nach {\displaystyle {\vec {b}}} beliebig. Diese Wegunabhängigkeit zeichnet Gradientenfelder aus, siehe auch #Konservative Kräfte.
{\displaystyle \int _{V}\mathrm {grad} (u)\,\mathrm {d} V=\int _{A}u{\hat {n}}\,\mathrm {d} A}
{\displaystyle \int _{A}{\hat {n}}\times \mathrm {grad} (u)\,\mathrm {d} A=\int _{C}u\,\mathrm {d} {\vec {r}}}
Hier ist „×“ das Kreuzprodukt, {\displaystyle u} ein zweimal stetig differenzierbares Feld und {\displaystyle {\hat {n}}} der nach außen gerichtete Normaleneinheitsvektor auf der geschlossenen Oberfläche {\displaystyle A} des Volumens {\displaystyle V} und {\displaystyle C} die stückweise glatte, geschlossene Berandungskurve der Fläche {\displaystyle A}. Aus dem ersten Volumenintegral folgt die Koordinatenfreie Darstellung als Volumenableitung, wenn das Volumen so klein wird, dass in ihm der Gradient näherungsweise konstant ist.

### Zusammenhang mit der Richtungsableitung
Unter der Richtungsableitung versteht man die Ableitung, also den Anstieg eines Skalarfeldes {\displaystyle \varphi \left({\vec {r}}\right),} in Richtung eines normierten Vektors {\displaystyle {\vec {v}},} genauer:
{\displaystyle D_{\vec {v}}\varphi ={\frac {\partial \varphi }{\partial {\vec {v}}}}=\lim _{t\to 0}{\frac {\varphi ({\vec {r}}+t{\vec {v}})-\varphi ({\vec {r}})}{t}}}
Ist {\displaystyle \varphi } in einer Umgebung von {\displaystyle {\vec {r}}} differenzierbar, dann kann man die Richtungsableitung als Skalarprodukt von {\displaystyle {\vec {v}}} mit dem Gradienten von {\displaystyle \varphi } berechnen:
{\displaystyle D_{\vec {v}}\varphi ={\frac {\partial \varphi }{\partial {\vec {v}}}}=\operatorname {grad} \varphi \cdot {\vec {v}}=({\vec {v}}\cdot \nabla )\varphi }
Letztere Form ist nicht auf Skalarfelder beschränkt und auf Vektor- oder Tensorfelder n-ter Stufe anwendbar und wird insbesondere in der Strömungsmechanik vielfältig angewendet.

### Integrabilitätsbedingung
Eine wichtige Beziehung für differenzierbare Gradientenfelder {\displaystyle \mathbf {G} (x_{1},\dotsc ,x_{n})=\operatorname {grad} f(x_{1},\dotsc ,x_{n})} in {\displaystyle n} Dimensionen ist die Aussage, dass diese (nach dem Satz von Schwarz) immer „integrabel“ sind, und zwar in folgendem Sinne: Es gilt für alle {\displaystyle i} und {\displaystyle k} {\displaystyle (i,k=1,\dotsc ,n)}:
{\displaystyle {\frac {\partial G_{i}}{\partial x_{k}}}-{\frac {\partial G_{k}}{\partial x_{i}}}\equiv 0}
Diese direkt nachprüfbare Beziehung – in drei Dimensionen identisch mit der Rotationsfreiheit des Feldes – ist notwendig für die Existenz einer „Potentialfunktion“ {\displaystyle f} (präziser: der Funktion {\displaystyle \phi =-f}). Die {\displaystyle G_{i}} bzw. {\displaystyle G_{k}} sind die Komponenten des Vektorfeldes. Die Integrabilitätsbedingung impliziert ferner, dass für alle geschlossenen Wege {\displaystyle W} im {\displaystyle \mathbb {R} ^{n}} das Linienintegral {\displaystyle \textstyle \oint _{W}\mathbf {G} \cdot \mathrm {d} \mathbf {r} } verschwindet, was in der Mechanik bzw. der Elektrodynamik große Bedeutung hat.
Lokal gilt auch das Umgekehrte: Die Integrabilitätsbedingung
{\displaystyle {\frac {\partial G_{i}}{\partial x_{k}}}-{\frac {\partial G_{k}}{\partial x_{i}}}\equiv 0}
für ein differenzierbares Vektorfeld {\displaystyle \mathbf {G} } ist auch hinreichend für die lokale Existenz einer skalaren Potentialfunktion {\displaystyle f} mit {\displaystyle \mathbf {G} (x_{1},\dotsc ,x_{n})=\operatorname {grad} f(x_{1},\dotsc ,x_{n})} (vgl. Totales Differential#Integrabilitätsbedingung). Unter geeigneten Voraussetzungen an den Definitionsbereich von {\displaystyle G} (z. B. Sternförmigkeit) kann sogar auf die globale Existenz einer solchen Potentialfunktion geschlossen werden (siehe Poincaré-Lemma).

### Nützliche Formeln
Folgende Gradienten treten häufig in der Physik auf. Es wird der Ortsvektor {\displaystyle {\vec {r}}=r{\hat {e}}_{r}} verwendet.
{\displaystyle \operatorname {grad} r={\hat {e}}_{r}={\frac {\vec {r}}{r}}}
{\displaystyle \operatorname {grad} U(r)={\frac {\partial U}{\partial r}}{\hat {e}}_{r}}
{\displaystyle \operatorname {grad} {\frac {1}{r}}=-{\frac {1}{r^{2}}}\,\operatorname {grad} r=-{\frac {{\hat {e}}_{r}}{r^{2}}}=-{\frac {\vec {r}}{r^{3}}}}
{\displaystyle \operatorname {grad} {\frac {1}{|{\vec {r}}-{\vec {r}}^{\,\prime }|}}=-{\frac {1}{|{\vec {r}}-{\vec {r}}^{\,\prime }|^{2}}}\,\operatorname {grad} |{\vec {r}}-{\vec {r}}^{\,\prime }|=-{\frac {{\vec {r}}-{\vec {r}}^{\,\prime }}{|{\vec {r}}-{\vec {r}}^{\,\prime }|^{3}}}}
Im letzten Beispiel wirkt der Gradient nur auf {\displaystyle {\vec {r}}} und nicht auf {\displaystyle {\vec {r}}^{\prime }} und wird deshalb auch als {\displaystyle \nabla _{\vec {r}}} geschrieben.

## Anwendungen

### Lokale kontravariante Basisvektoren
Bei krummlinigen Koordinatensystemen bilden die Gradienten der Koordinatenfunktionen die lokalen kontravarianten Basisvektoren (siehe Beispielrechnung für Zylinderkoordinaten). Diese Basisvektoren stehen senkrecht auf den Koordinatenflächen. 

### Konservative Kräfte
In der Physik lassen sich viele Kraftfelder als der Gradient eines Potentials darstellen. Beispiele dafür sind:
- die Gravitationskraft

{\displaystyle {\vec {F}}_{\mathrm {Gravitation} }(x,y,z)=-m\operatorname {grad} \Phi (x,y,z)\ ,}
die für eine am Koordinatenursprung befindliche zentrale Masse M
{\displaystyle {\vec {F}}_{\mathrm {Gravitation} }(r)=-m\operatorname {grad} \Phi (r)=\operatorname {grad} {\frac {GMm}{r}}=-{\frac {GMm}{r^{3}}}\,{\vec {r}}}
lautet, oder
- statische elektrische Felder {\displaystyle {\vec {E}}} in der Elektrodynamik

{\displaystyle {\vec {E}}(x,y,z)=-\operatorname {grad} \phi (x,y,z)\ .}
In konservativen Kraftfeldern wird unter anderem ausgenutzt, dass für Probemassen bzw. Probeladungen die Wegintegrale die Arbeit {\textstyle W=\int _{S}{\vec {F}}({\vec {r}})\cdot \mathrm {d} {\vec {r}}} entlang eines beliebigen Weges {\displaystyle S} durch das Kraftfeld nur vom Anfangs- und Endpunkt des Weges, nicht aber von seinem Verlauf abhängt, siehe #Integralsätze.

### Transportphänomene
Zahlreiche Transportphänomene lassen sich darauf zurückführen, dass sich die dazugehörigen Ströme als Gradient eines Skalarfeldes ausdrücken lassen, wobei der dabei auftretende Proportionalitätsfaktor als Transportkoeffizient oder Leitfähigkeit bezeichnet wird.
Ein Beispiel dafür ist der Wärmestrom {\displaystyle {\vec {j}}_{w}} in der Thermodynamik, für den
{\displaystyle {\vec {j}}_{w}=-\lambda \,\operatorname {grad} T}
gilt, wobei {\displaystyle \lambda } die Wärmeleitfähigkeit ist.
In der Fluidmechanik versteht man unter einer Potentialströmung eine Strömung, bei der die Geschwindigkeit Gradient eines Potentialfeldes ist, siehe Geschwindigkeitspotential.

### Bildverarbeitung
Ein Problem in der Bildverarbeitung ist es, in einem Bild zusammenhängende Flächen zu erkennen. Da ein Bild diskrete Werte enthält, benutzt man Filter wie den Sobel-Operator, um ein Gradientenfeld des Bildes zu erhalten. Ein Filter ist dabei eine Matrix, mit der das Bild gefaltet wird (siehe Diskrete Faltung). Die Kanten in dem Bild sind dann als Extremwerte des gefilterten Bildes erkennbar.

### Weitere Anwendungen
- So wie Gauß-Newton-Verfahren zur Nullstellensuche von Funktionen verwendet wird, wird für mehrdimensionale Optimierungsprobleme in der Numerik das Gradientenverfahren eingesetzt.
- Ein Druckgradientenmikrofon nutzt die Druckdifferenzen zwischen räumlichen Punkten aus.

## Verallgemeinerungen

### Gradienten von Vektoren und Tensoren
Wie im Abschnitt #Definition schon bemerkt, wird der Gradient auch auf Vektoren und Tensoren angewendet. Der Gradient eines Skalarfeldes (Tensorfeld nullter Stufe) ergibt ein Vektorfeld, das ein Tensorfeld erster Stufe ist. Allgemein führt Gradientenbildung eines Tensorfeldes n-ter Stufe auf ein Tensorfeld der Stufe n+1.
Die Koeffizienten der Gradienten der kovarianten Basisvektoren eines krummlinigen Koordinatensystems sind die Christoffelsymbole.
Insbesondere in der Kontinuumsmechanik und Fluidmechanik werden die Gradienten von Skalar- und Vektorfeldern vielfältig genutzt, denn die oben genannten #Eigenschaften lassen sich ohne Weiteres auf Gradienten von Vektorfeldern übertragen.

### Riemannsche Mannigfaltigkeiten
Für eine glatte Funktion {\displaystyle f} auf einer Riemannschen Mannigfaltigkeit {\displaystyle (M,g)} ist der Gradient von {\displaystyle f} dasjenige Vektorfeld {\displaystyle \nabla f}, mit dem für jedes Vektorfeld {\displaystyle X} die Gleichung
{\displaystyle g(\nabla f,X)=\partial _{X}f,\qquad \mathrm {d.\,h.} \quad g_{x}((\nabla f)_{x},X_{x})=(\partial _{X}f)(x),}
gilt, wobei {\displaystyle g_{x}(\cdot ,\cdot )} das durch {\displaystyle g} definierte innere Produkt von Tangentialvektoren an {\displaystyle x} ist und {\displaystyle \partial _{X}f} (oft auch {\displaystyle X(f)} bezeichnet) diejenige Funktion ist, die jedem Punkt {\displaystyle x\in M} die Richtungsableitung von {\displaystyle f} in Richtung {\displaystyle X}, ausgewertet in {\displaystyle x}, zuordnet. Mit anderen Worten, in einer Karte {\displaystyle \varphi } von einer offenen Teilmenge von {\displaystyle M} auf eine offene Teilmenge von {\displaystyle \mathbb {R} ^{n}} ist {\displaystyle (\partial _{X}f)(x)} gegeben durch:
{\displaystyle \sum _{j=1}^{n}X^{j}(\varphi (x)){\frac {\partial }{\partial x_{j}}}(f\circ \varphi ^{-1}){\Big |}_{\varphi (x)},}
wobei {\displaystyle X^{j}} die {\displaystyle j}-te Komponente von {\displaystyle X} in diesen Koordinaten bedeutet.
In lokalen Koordinaten hat der Gradient also die Form
{\displaystyle \nabla f=g^{ik}{\frac {\partial f}{\partial x^{k}}}{\frac {\partial }{\partial x^{i}}}.}
Analog zum Fall {\displaystyle M=\mathbb {R} ^{n}} hat man den Zusammenhang des Gradienten mit der äußeren Ableitung vermittels
{\displaystyle (\partial _{X}f)(x)=df_{x}(X_{x})\ .}
Der Ausdruck {\displaystyle \nabla f} ist also das der 1-Form {\displaystyle \mathrm {d} f} unter dem mittels der Metrik {\displaystyle g} definierten musikalischen Isomorphismus („sharp“)
{\displaystyle \sharp =\sharp ^{g}\colon T^{*}M\to TM}
entsprechende Vektorfeld. Der Zusammenhang zwischen äußerer Ableitung und Gradienten für Funktionen auf dem {\displaystyle \mathbb {R} ^{n}} ist der Spezialfall für die durch das euklidische Skalarprodukt gegebene flache Metrik.